# Villa Salvotti
Villa Salvotti (o San Giorgio) è una villa storica situata sul colle di san Giorgio a Trento. 

## Storia
Fu costruita verso la fine del XVIII secolo sopra i resti di un antico convento seicentesco per conto del mercante Giovanni Salvotti.
Dopo la morte del Salvotti, la villa passò al figlio il magistrato austriaco e consigliere imperiale Antonio Salvotti che la adibì a propria residenza, personale dove trascorse gli ultimi anni di vita.
Nella seconda metà del '900 il bisnipote di Antonio Salvotti, l'architetto Giovanni Leo Salvotti De Bindis riorganizzò gli spazi esterni arredandoli con policromi; dopo questi interventi la villa venne definita un "gioiello d'arte" neoclassica.

## Descrizione
Situata sul colle di San Giorgio, la villa domina l’area circostante. Dal punto di vista architettonico, la villa è un ibrido che unisce diversi stili. Internamente è una villa-museo, essendo al centro di un parco alberato privato di sei ettari, cinto da mura. Al suo interno vi si trova una cappella e statue alate. Nel giardino si possono vedere svariati simboli e blasoni legati alla famiglia Salvotti tra cui il motto RUMPOR NON FLECTOR. Nella villa sono presenti sale impreziosite da affreschi, porte dipinte da Luigi Ratini e arredamenti antichi oltre ad una biblioteca con centinaia di libri principalmente di diritto e storia.